# 喬治五世大橋

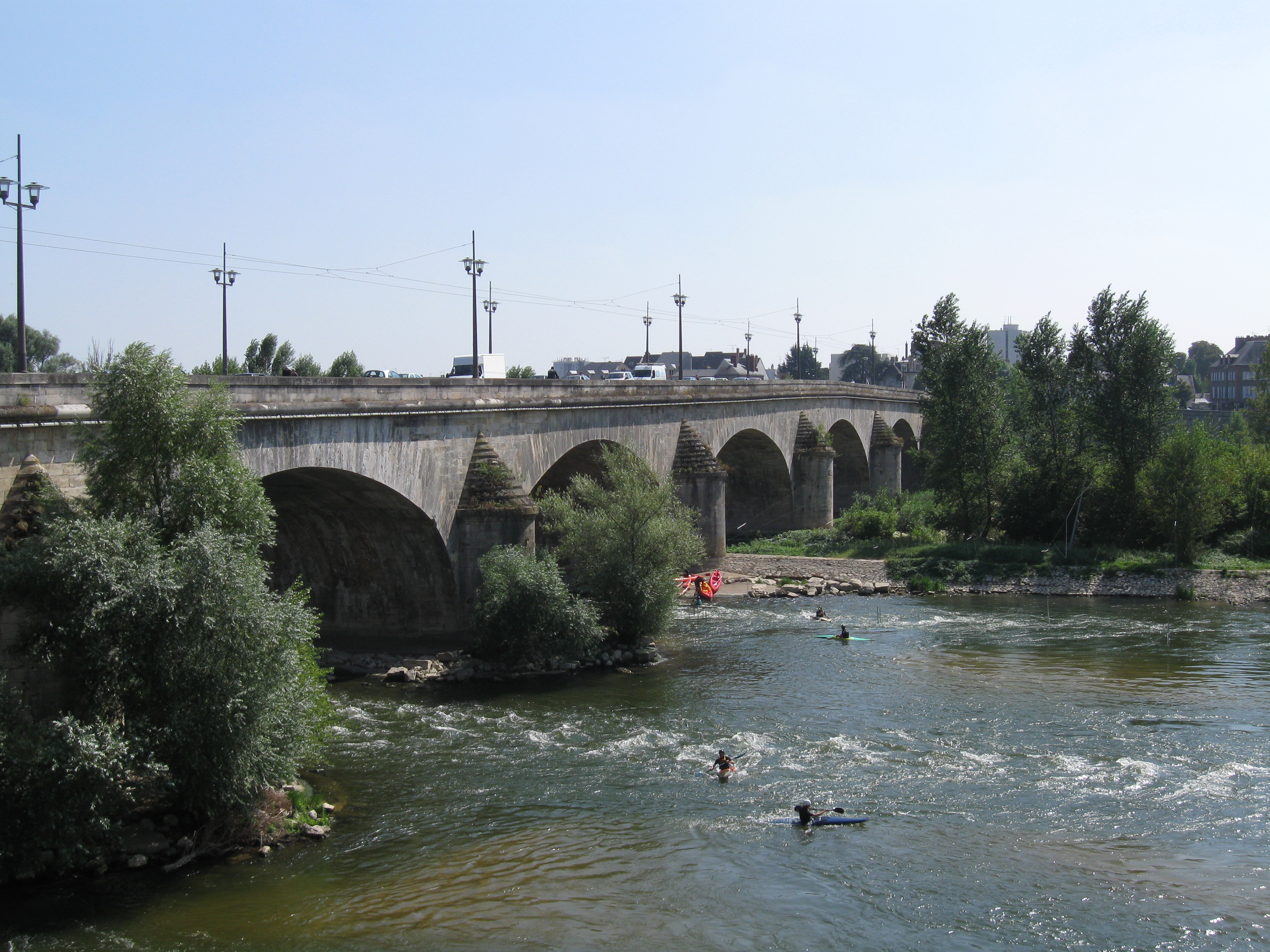
喬治五世大橋

喬治五世大橋（法語：Pont George-V）是位於法國城市奧爾良的一座橋樑。長度為325米，設計者是Jean Hupeau。喬治五世大橋修建於1751年至1760年期間，是奧爾良的地標建築之一。

## 外部連結
- （德文） （英文） （法文） Structurae数据库中喬治五世大橋的数据

- Modèle Google Sketchup du pont George V[]